# Epsilon Gruis
Epsilon Gruis is een ster in het sterrenbeeld kraanvogel. De ster heeft een leeftijd van ongeveer 600 miljoen jaar.